# Al di là del domani
Al di là del domani (Beyond Tomorrow) è un film del 1940 diretto da A. Edward Sutherland.

## Trama
In una vigilia di Natale, tre anziani signori invitano in casa loro un cow-boy ed una maestra. Subito tra loro si forma un legame di profonda amicizia che però viene bruscamente interrotto dalla prematura scomparsa dei tre signori.